# Amorphophallus tuberculatus
Amorphophallus tuberculatus är en kallaväxtart som beskrevs av Wilbert Leonard Anna Hetterscheid och Van Dzu Nguyen. Amorphophallus tuberculatus ingår i släktet Amorphophallus och familjen kallaväxter. Inga underarter finns listade.